# Bäckmärke
Bäckmärke (Berula erecta) är en växt som växer i vatten och där marken är mycket fuktig. Blommorna är vita och blomställningarna är sammansatta, sidoställda flockar. Den blommar under sommarens senare del.

## Utbredning
Bäckmärke är ursprunglig för Europa, sydvästra och centrala Asien och Nordamerika. Den förekommer som införd art i Australien och i delar av Afrika (Etiopien och sydvästra Afrika).
I Sverige finns bäckmärket främst i Skåne, längs västkusten samt på Öland och Gotland.

## Etymologi
Bäckmärkets artepitet, erecta, har betydelsen "upprätt". Dess släktnamn kommer av ferula, ett latinskt ord som har betydelsen "jag slår". Att släktnamnet skrivs med b beror på en felstavning. Äldre namn för bäckmärke är bland annat källmärke, bäcksträtta och vattupersilja.